# Tetracis inquinata
Tetracis inquinata là một loài bướm đêm trong họ Geometridae.